# Pseudosesia zoniota
Pseudosesia zoniota là một loài bướm đêm thuộc họ Sesiidae. Nó được tìm thấy ở Queensland.
Chiều dài cánh trước là 10–11 mm đối với con đực và khoảng 11 mm đối với con cái.
This species (at least superficially) resembles Pseudosesia oberthuri. If the two species are closely related, Pseudosesia isozona may be found to be a borer in some species of native cây leo cũng như Pseudosesia oberthuri.